# Hans Sachs (jurist)
Hans Sachs (Augsburg, 26 februari 1912 - Berlijn, 20 juni 1993) was een Duitse jurist.
Als Officier van Justitie in Neurenberg was Sachs onder andere de meerdere van de latere BKA-president Horst Herold. Hij zette zich in de jaren 1960 ervoor in, dat tot dusver integere dronken chauffeurs zelfs bij dronkemansritten met zwaarwegende gevolgen slechts voorwaardelijke straffen kregen. Hij behoorde, naast de langjarige voorzitter Eduard Zimmermann, tot de oprichters van de slachtofferhulp-vereniging Weißer Ring. Van 1955 tot 1989 was hij lid van het panel in de ARD-tv-quiz Was bin ich? van Robert Lembke. Legendarisch was daarbij zijn formulering: Geh ich recht in der Annahme, dass …?. Het gehele team kreeg in 1968 de Goldene Kamera. Hij kreeg in 1953 de Aachener Orden wider den tierischen Ernst, omdat hij een smaadschrift met rijmen had beantwoord.

## Privéleven en overlijden
Hans Sachs overleed op 20 Juni 1993 op 81-jarige leeftijd aan de gevolgen van een zware ziekte en werd bijgezet op de Nürnberger Westfriedhof.